# Priobje
Priobje (russisch Прио́бье) ist eine Siedlung städtischen Typs im westsibirischen Autonomen Kreis der Chanten und Mansen/Jugra (Russland) mit 7215 Einwohnern (Stand 14. Oktober 2010).

## Geographie
Die Siedlung liegt im Westsibirischen Tiefland etwa 250 Kilometer nordwestlich des Verwaltungszentrums des Autonomen Kreises Chanty-Mansijsk, am linken Ufer der Aljoschkinskaja, eines linken Arms des Ob.
Der Hauptarm des Ob verläuft etwa fünf Kilometer östlich von Priobje, das auf einer Erhebung inmitten der während des Frühjahrhochwassers überschwemmten Flussaue des Stroms liegt.
Priobje gehört zum Rajon Oktjabrskoje (Oktjabrski); dessen Verwaltungszentrum, die Siedlung Oktjabrskoje liegt gut 20 Kilometer südwestlich am jenseitigen, rechten Ob-Ufer.

## Geschichte
Der Ort entstand ab 1967 im Zusammenhang mit dem Bau einer Eisenbahnstrecke von Iwdel im Nordural, das bereits seit 1943 Eisenbahnanschluss ab Serow besaß. Als Endpunkt der Strecke wurde das linke Ufer des Ob, einige Kilometer nördlich der Ansiedlung Sergino, gewählt, wo ein Flusshafen entstehen sollte.
1969 wurde die Bahnstrecke eröffnet. Die Station erhielt den Namen Priobje (von russisch pri Obi für am Ob bzw. diesseits des Ob). Die bei Bahnstation und Flusshafen liegende Siedlung wurde zunächst nach dem ursprünglichen Dorf offiziell Serginski genannt, wo ab 1972 ein Dorfsowjet (Gemeindeverwaltung) bestand; es wurde aber auch der Name der Bahnstation Priobje verwendet.
Die Bedeutung des Ortes wuchs insbesondere mit der Entstehung der knapp 50 Kilometer südlich gelegenen Stadt Njagan und der Aufnahme der Erdölförderung in diesem Gebiet in den 1980er Jahren, sodass am 10. Mai 1988 unter dem heutigen Namen der Status einer Siedlung städtischen Typs verliehen wurde.

### Bevölkerungsentwicklung
| Jahr | Einwohner |
| ---- | --------- |
| 1989 | 8570      |
| 2002 | 7140      |
| 2010 | 7215      |

Anmerkung: Volkszählungsdaten

## Wirtschaft und Infrastruktur
Priobje ist hauptsächlich logistisches Zentrum für die Versorgung der Erdöl- und Erdgasfördergebiete des westlichen Teils des Autonomen Kreises der Chanten und Mansen und der Jamal-Nenzen. Mit seinem Flusshafen, als Endpunkt der 379 Kilometer langen Eisenbahnstrecke von Iwdel und im Winter Ausgangspunkt einer Eisstraße auf dem Ob ist es wichtiger Umladepunkt.
Daneben gibt es Betriebe der Bauwirtschaft und zur Unterhaltung der durch das Gebiet führenden Pipelines sowie kleinere forst- und landwirtschaftliche Betriebe.
UTair betreibt in Priobje einen Hubschrauberflughafen.